# Kielbasa

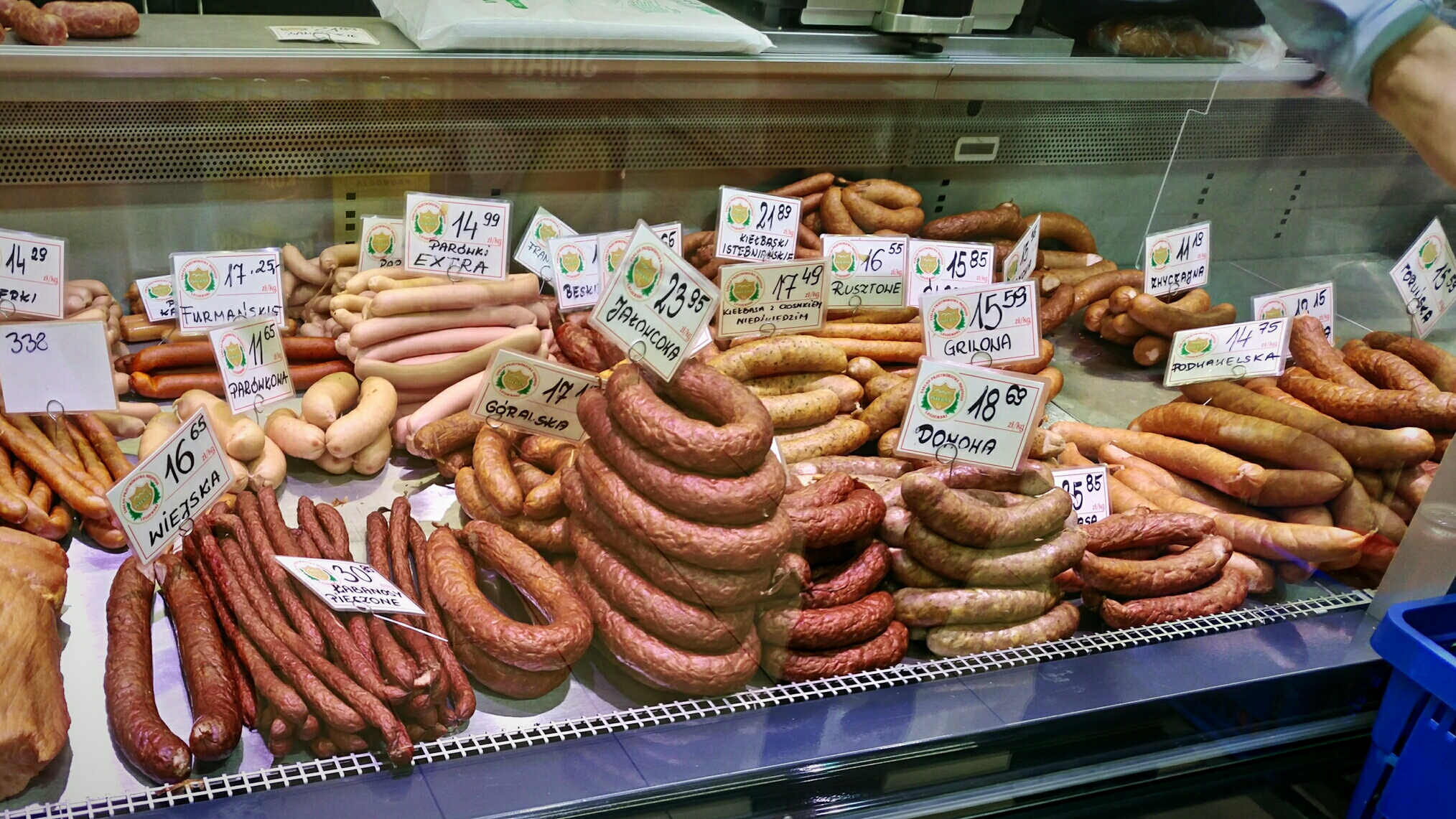
Olika sorters Kielbasa

Kielbasa, kovbasa, kolbasa, och kubasa, från polskans kiełbasa (korv), är en östeuropeisk korv med ursprung i Polen. I Polen är korv överlag en stapelvara och finns i flera olika former; rökt eller färsk, men nästan alltid gjord på fläskkött. De är nästan alltid kryddade med vitlök.